# Mbizi (Simbabwe)
Koordinaten: 21° 23′ S, 31° 0′ O
Mbizi (Shona-Wort für Zebra) liegt in der Provinz Masvingo in Simbabwe an einem Abzweig der National Railways of Zimbabwe nach Chiredzi von der Strecke nach Malvernia und Maputo. Es ist ein kleiner Ort mit gleichnamigem Tierschutzgebiet, der für Safaritourismus bekannt ist und einige Lodges dafür bietet. Das Umland ist semiarid mit losem Baumbestand und Grassavanne.